# عملية الجناح الأحمر
عملية الجناح الأحمر هي سلسلة من الانفجارات أجرتها الولايات المتحدة تضم 17 تفجير للتجارب النووية في الفترة من مايو إلى يوليو 1956. حيث تم إجرائها في جزر البيكيني وإنيويتك. اتبعت العملية بأكملها مشروع 56 وبعدها مشروع 57.

## نبذة
كان الهدف الأساسي هو اختبار أسلحة نووية حرارية جديدة من الجيل الثاني. كما تم اختبار أجهزة الانشطار المخصصة لاستخدامها في الانتخابات التمهيدية للأسلحة النووية الحرارية والأسلحة التكتيكية الصغيرة للدفاع الجوي.
قامت عملية الجناح الأحمر أول إسقاط للقنبلة الهيدروجينية للولايات المتحدة أثناء اختبار شيروكي نظرا لأن للعديد من الاختبارات في «عملية القلعة» في عام 1954 كانت أعلى بشكل كبير من التوقعات حيث تم إجراء «عملية الجناح الأحمر» باستخدام «ميزانية الطاقة».